# Belousovo
Belousovo (in russo Белоусово?) è una città della Russia europea situata nel distretto Žukovskij dell'oblast' di Kaluga.
Si trova a 3 chilometri dalla città di Obninsk, e a 104 km dal centro di Mosca.